# Kostel svatého Benedikta z Nursie (Ringsted)
Kostel sv. Benedikta, dánsky Sankt Bendts Kirke je evangelicko-luteránský kostel v Ringstedu na dánském ostrově Zéland, zasvěcený svatému Benediktovi z Nursie. Původně románská bazilika vystavěná kolem roku 1170 jako opatský kostel benediktinského opatství Ringsted bylo v letech 1182 až 1341 pohřebištěm dánských králů a královen. Klášter v 19. století shořel. Kostel patří mezi historicky i architektonicky nejvýznamnější duchovní stavby Dánského království a zároveň je nejstarším dochovaným kostelem ve Skandinávii postaveným z režného zdiva.

## Historie

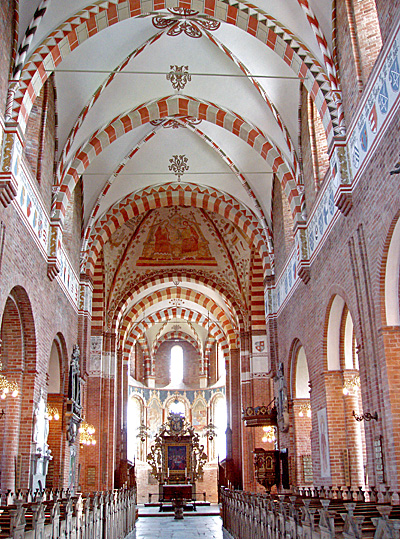
Interiér kostela

Původní kostel postavený okolo roku 1080 nahradila roku 1170 nová stavba v románském stylu]. Kostel byl původně zasvěcen svaté Marii. V roce 1157 byly do zdejší nové kaple přeneseny kosti svatého Knuta Lavarda, se svolením Knutova syna, krále Valdemara I. V roce 1170 byl kostel zasvěcen Benediktovi z Nursie.
Požár v roce 1806 zničil klášter v Ringstedu a poškodil i kostel. Západní stěna byla stržena a nahrazena empírovou fasádou a vnější zdi pokryty cementem. Mezi lety 1899 a 1910 v kostele proběhla velká rekonstrukce pod vedením dánského architekta H. B. Storcka, který se rozhodl kostel obnovit v původním románském stylu.

## Seznam pohřbených panovníků
- Knut Lavard († 1130)
- Valdemar I. Veliký († 1182)
- Sofie z Novgorodu († 1198)

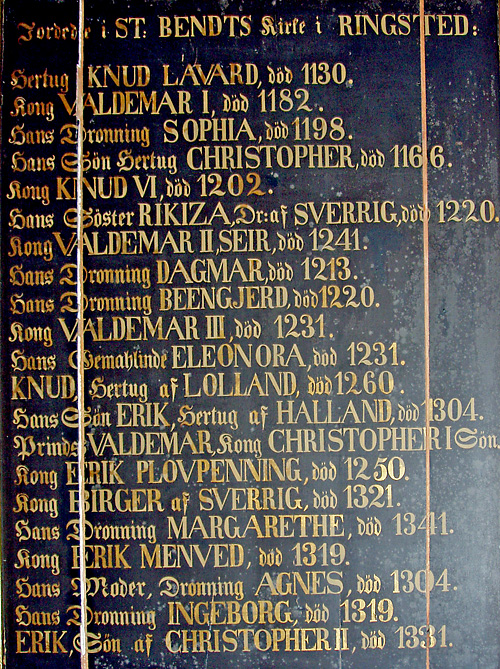
Pohřbení v kostele sv. Benedikta

- Kryštof († 1166), syn Valdemara I.
- Knut VI. Dánský († 1202)
- jeho sestra Rixa Dánská († 1220)
- Valdemar II. Vítězný († 1241)
- Dagmar Dánská († 1213)
- Berengarie Portugalská († 1221)
- Valdemar Mladý († 1231)
- Eleonora Portugalská († 1231)
- Valdemar, syn Kryštofa I.
- Erik IV. Dánský († 1250)
- Birger Magnusson († 1321)
- Markéta Dánská († 1341)
- Erik VI. Dánský († 1319)
- Anežka Braniborská († 1304)
- Ingeborg Švédská († 1319)
- Erik, syn Kryštofa II. († 1332)

## Galerie

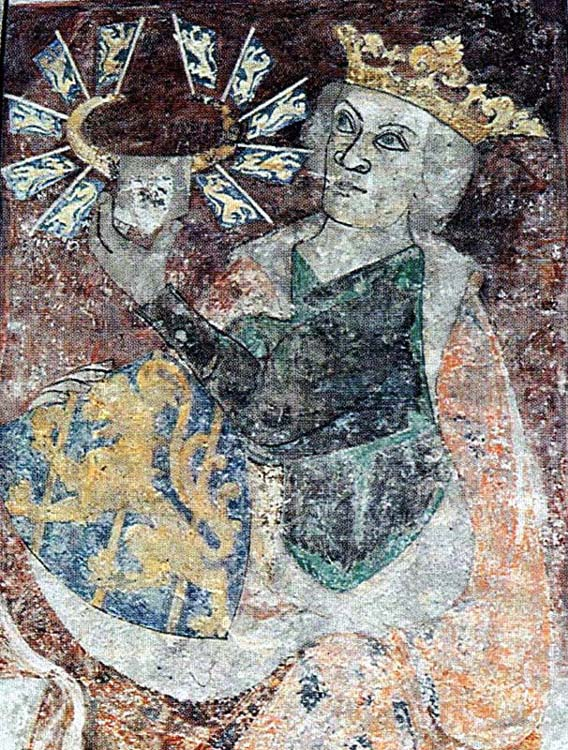
Freska Birgera Švédského
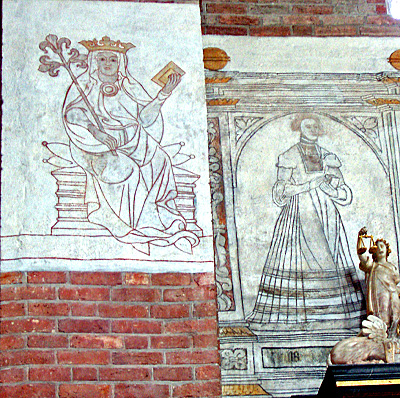
Malby v kostele sv. Benedikta
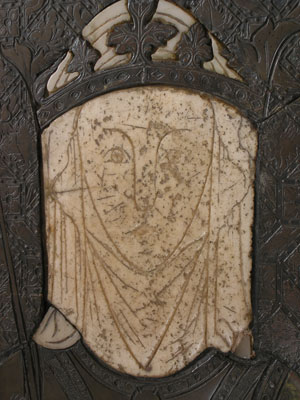
Hrob královny Ingeborg
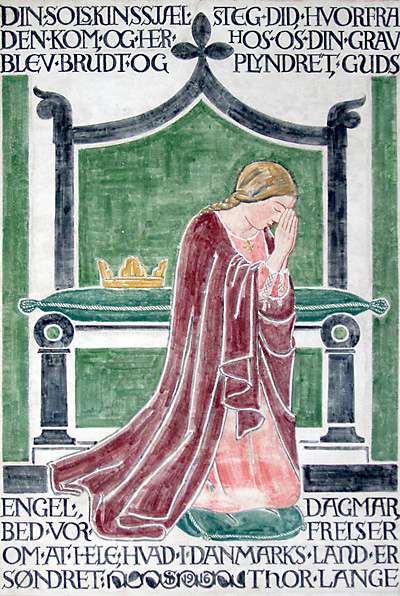
Královna Dagmar
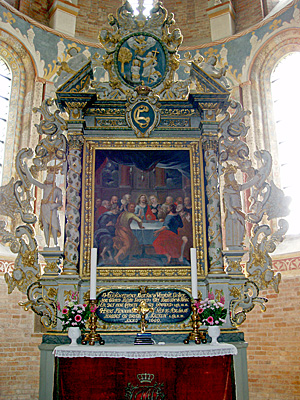
Oltář
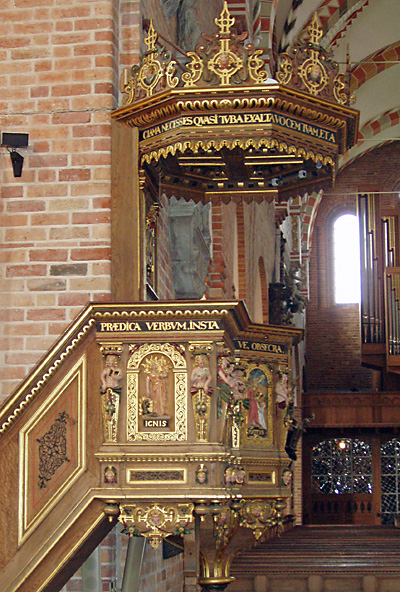
kazatelna
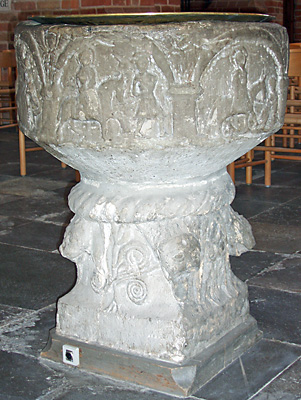
Kropenka
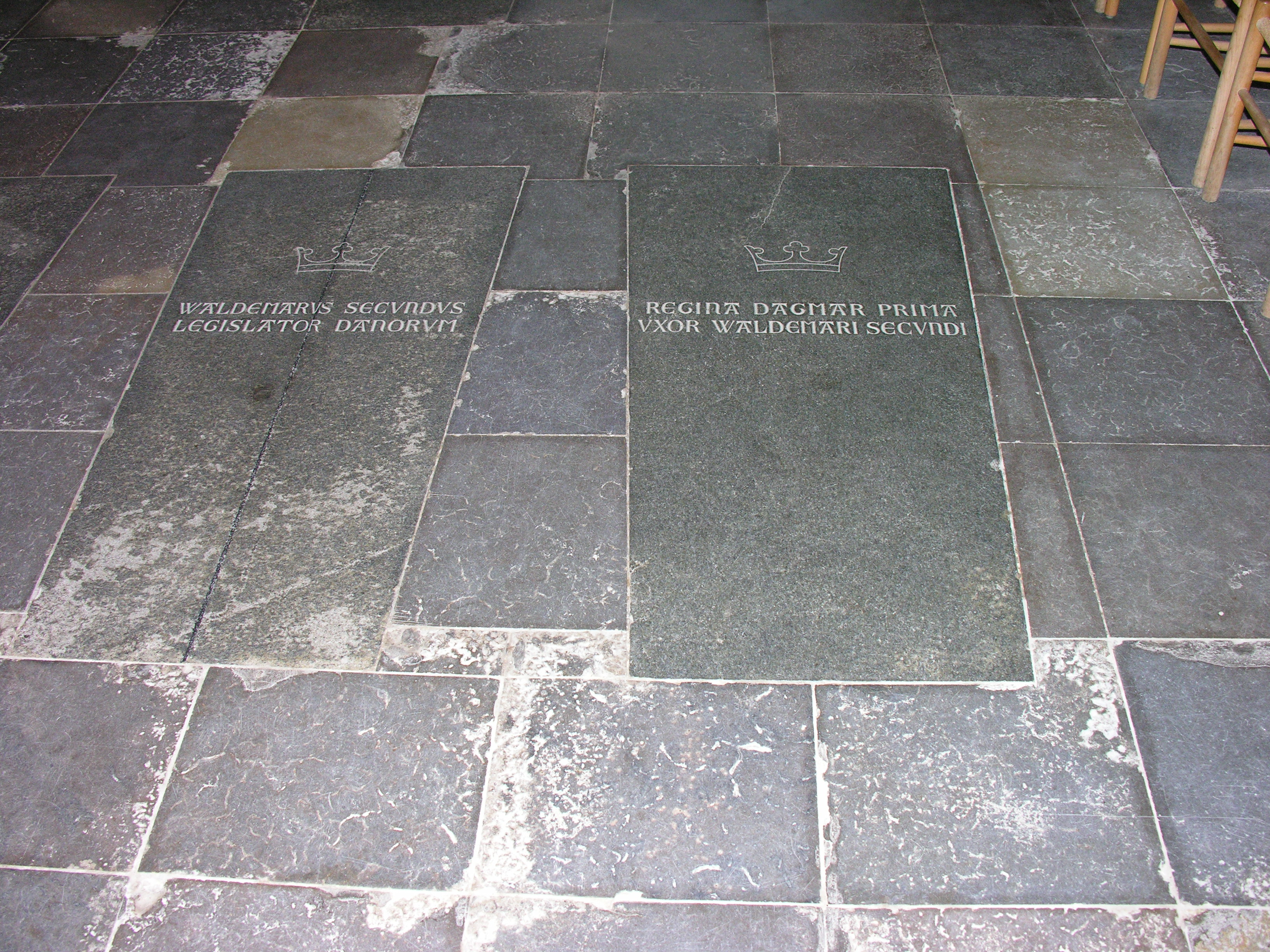
Hroby Valdemara II. a královny Dagmar